# Tentativa de autogolpe no Peru em 2022
A crise constitucional no Peru em 2022, também chamada de autogolpe de estado, se inicia em 7 de dezembro do 2022 a partir da dissolução do congresso da república pelo presidente do Peru, Pedro Castillo, eleito pelo partido Peru Livre, com a criação de um governo de emergência excepcional, a convocação a novas eleições e a criação de uma nova constituição.

## Antecedentes

### Tentativas de destituição
Várias tentativas de remover o presidente Castillo do cargo ocorreram durante sua presidência. Em outubro de 2021, o site El Foco divulgou gravações revelando que líderes da Sociedade Nacional das Indústrias, o líder da União das Guildas do Transporte Multimodal do Peru (UGTRANM), Geovani Rafael Diez Villegas, líderes políticos e outros empresários planejaram várias ações, incluindo o financiamento de greves de transporte em novembro de 2021, a fim de desestabilizar o governo Castillo e solicitar sua remoção. Grupos de extrema-direita de ex-soldados também se aliaram a partidos políticos como Avanza País – Partido de Integración Social, Força Popular e Renovação Popular em esforços para destituir Castillo, com alguns líderes veteranos vistos diretamente com Rafael López Aliaga e a candidata presidencial derrotada por Castillo, Keiko Fujimori, que assinou a Carta de Madri promovida pelo partido político de extrema-direita espanhol Vox. Esses grupos dirigiram ameaças a funcionários e jornalistas do governo de Castillo, ao mesmo tempo em que pediam um golpe de Estado e uma insurgência.

#### Processos de vacância presidencial

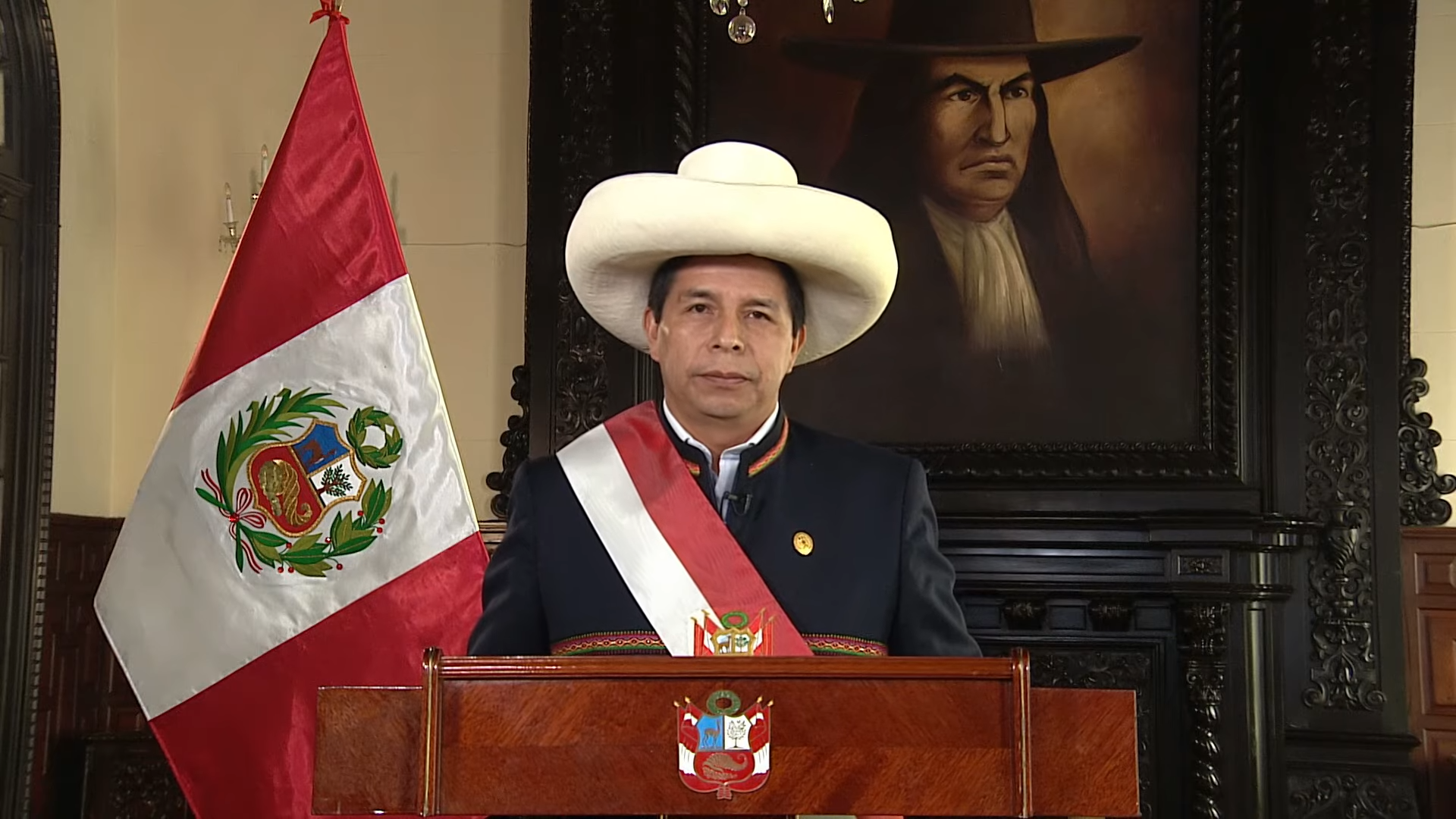
Presidente do Peru Pedro Castillo pouco antes do processo de vacância presidencial

Usando meios políticos, o Congresso — que incluía principalmente partidos de direita contrários a Castillo — tentou removê-lo do cargo várias vezes. Devido à redação da Constituição do Peru de 1993, o Congresso pode pedir a remoção do Presidente do Peru sem justa causa, efetivamente dando ao Legislativo o poder de destituir o Poder Executivo por razões políticas.
Em novembro de 2021, quatro meses após o início do mandato, Fujimori anunciou que seu partido estava abrindo um processo de vacância presidencial, argumentando que Castillo era "moralmente inadequado para o cargo". Em 25 de novembro, 28 legisladores do partido de Fujimori apresentaram uma moção assinada ao congresso, convocando votação para abrir o processo de vacância presidencial contra Castillo. O processo não ocorreu, pois 76 votaram contra o processo, 46 foram a favor e 4 se abstiveram, não sendo obtido o requisito de 52 processos favoráveis.
Em fevereiro de 2022, foi noticiado que fujimoristas e políticos próximos a Fujimori organizaram uma reunião no hotel Casa Andina em Lima com a ajuda do grupo liberal alemão Fundação Friedrich Naumann, com a presença de Maricarmen Alva, presidente do Congresso da República do Peru, com o objetivo de destituir o presidente Castillo do cargo. Alva já havia compartilhado sua disposição de assumir a presidência do Peru se Castillo fosse destituído do cargo e um bate-papo vazado no Telegram do Conselho de Diretores do Congresso que ela dirige revelou planos coordenados para derrubar Castillo.
Um segundo processo de vacância presidencial relacionado a alegações de corrupção ocorreu em março de 2022. Em 28 de março de 2022, Castillo compareceu perante o Congresso chamando as acusações de infundadas e pedindo para os legisladores "votarem pela democracia" e "contra a instabilidade", com 55 votos a favor da a vacância presidencial, 54 votos contra e 19 abstenções, não alcançando os 87 votos necessários para a destituição.
A aprovação pública do presidente Castillo decaiu à medida que sua presidência avançava e protestos ocorreram no início de 2022 como resultado do aumento dos preços devido à invasão russa da Ucrânia em 2022, com crises em torno do presidente surgindo constantemente. Em dezembro de 2022, o Congresso iniciou moções para tentar a remoção do presidente Castillo pela terceira vez; ele estava envolvido em seis investigações criminais diferentes e já havia realizado cinco reformas ministeriais na tentativa de manter a governabilidade.

## Linha do tempo dos eventos

### Dissolução do Congresso
Em 7 de dezembro de 2022, o Congresso do Peru tinha em pauta mais uma moção de censura contra o presidente Castillo, acusando-o de "incapacidade moral permanente". Antes que o corpo legislativo pudesse se reunir para apresentar sua moção, o presidente Castillo anunciou a dissolução do Congresso e decretou um toque de recolher imediato.
Em seguida, o Presidente Castillo denunciou os meios de comunicação que se opunham a ele e convocou os portadores de armas ilegais a entregá-las à Polícia Nacional do Peru em 72 horas.

### Renúncia de membros do governo
Momentos após o discurso de Castillo, vários ministros renunciaram, incluindo o Ministro do Trabalho Alejandro Salas, o Ministro da Economia Kurt Burneo, o Ministro das Relações Exteriores César Landa e o Ministro da Justiça Félix Chero. O advogado que representava o presidente Castillo o abandonou, afirmando: "Como advogado respeitador da Constituição, assumi a defesa do Presidente da República presumindo sua inocência. Tendo havido violação da ordem constitucional, sou obrigado a renunciar irrevogavelmente à defesa do cidadão Pedro Castillo".

### Tribunal Constitucional pede intervenção militar
O Tribunal Constitucional do Peru divulgou uma declaração "Ninguém deve obediência a um governo usurpador e o Sr. Pedro Castillo deu um golpe de estado ineficaz. As Forças Armadas têm poderes para restabelecer a ordem constitucional”. Em um comunicado divulgado pelas Forças Armadas do Peru, eles rejeitaram as ações do presidente Castillo e pediram a manutenção da estabilidade no Peru.

### Congresso destitui Castillo
Rejeitando as ações do presidente Castillo para dissolver o corpo legislativo, o Congresso se reuniu e votou para remover Castillo do cargo por "incapacidade moral" com 101 votos a favor, 6 contra e 10 abstenções. A vice-presidente do Peru Dina Boluarte, que rejeitou as ações de Castillo, foi anunciada para prestar juramento à presidência às 15h00. Ao lado de fora da embaixada mexicana em Lima, alguns indivíduos se reuniram para bloquear a área devido a rumores de que Castillo estava tentando fugir para buscar asilo no México.

### Dina Boluarte assume a presidência

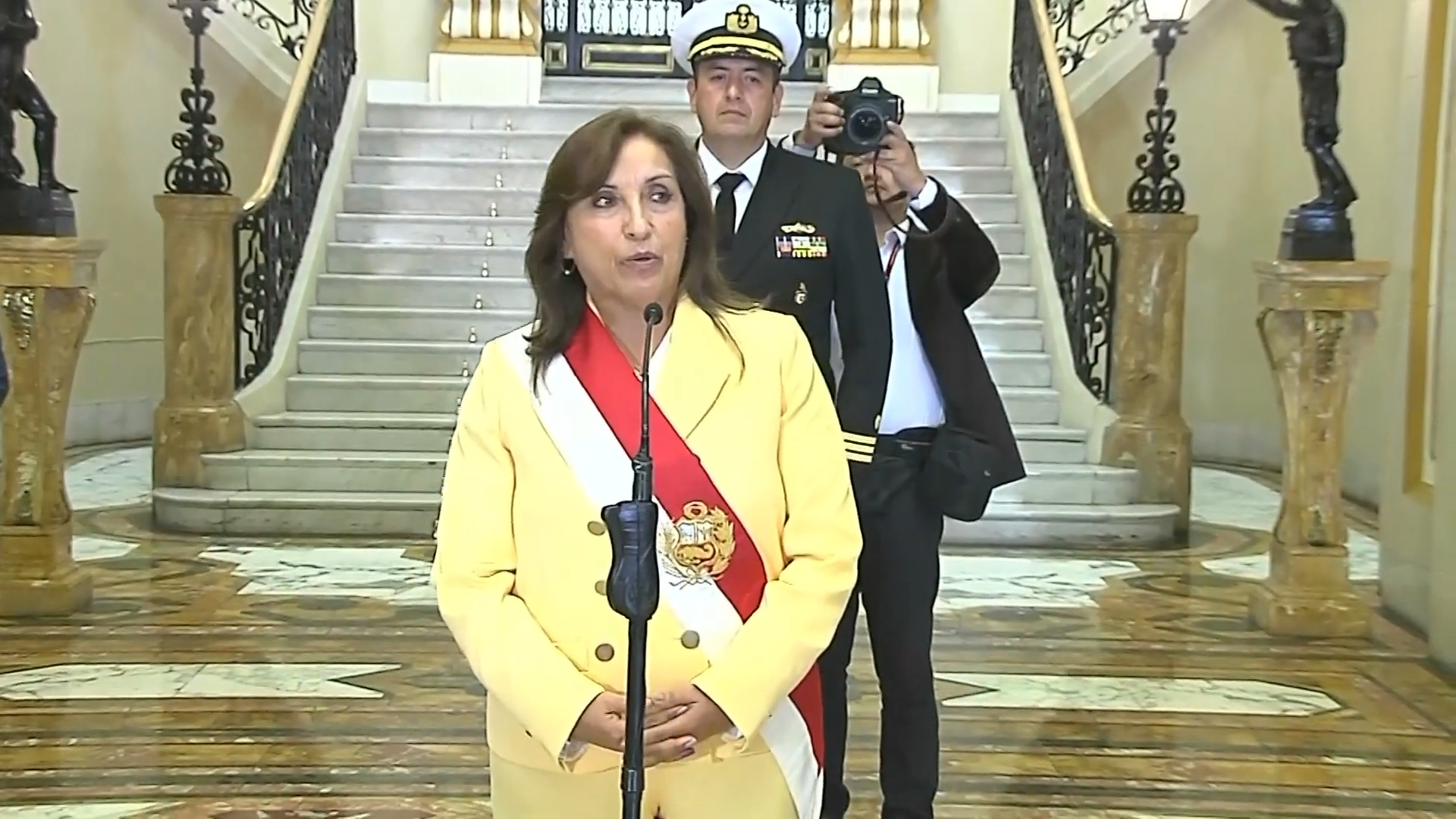
Dina Boluarte em seu discurso de posse em 7 de dezembro de 2022

A vice na chapa de Castillo, Dina Boluarte, assumiu a presidência, tornando-se a primeira mulher a exercer o cargo na história do país. Ela assumiu horas depois da tentativa de autogolpe do presidente, e presidirá o país até julho de 2026.

## Legalidade
O sistema político do Peru permite que o presidente possa "dissolver o Congresso se este tiver censurado ou negado sua confiança a dois gabinetes"; como o congresso aprovou duas moções de censura anteriores, Castillo considera ter a legitimidade para fechar o congresso com respaldo legal.

## Reações
A promotora da Nação Patricia Benavides e a Junta Nacional de Justiça condenaram o fato.
A vice-presidente do Peru, Dina Boluarte, pronunciou-se no Twitter contra o autogolpe.
O Comando Conjunto das Forças Armadas do Peru emitiu o comunicado Nº 001-2022 onde não acatava a ordem de dissolução do Congresso.
A assembleia de governadores regionais do Peru recusou também o acto do presidente.
A primeira-ministra Betssy Chávez anunciou a renúncia ao cargo. Também vários ministros renunciaram a suas pastas.
101 congressistas votaram a favor da vacância de Pedro Castillo.